# Bernardo Leighton
Bernardo Leighton Guzmán (ur. 16 sierpnia 1909, zm. 26 stycznia 1995 w Santiago) – chilijski polityk, członek Partii Chrześcijańsko-Demokratycznej. Był jednym z celów operacji Kondor.
W 1937 prezydent Arturo Alessandri Palma mianował go ministrem pracy. Według dokumentów CIA, ujawnionych przez amerykańską National Security Archive, w 1975 w Madrycie włoski terrorysta Stefano Delle Chiaie spotkał się z agentem DINA oraz kubańskim emigrantem Virgilio Paz Romero, by razem z tajną policją Francisco Franco zaplanować morderstwo Bernardo Leightona. 6 października 1975 on i jego żona zostali ciężko ranni w wyniku postrzału, kiedy przebywali na wygnaniu w Rzymie. W 1978 reżimowy rząd chilijski pozwolił mu wrócić do kraju.

## Życiorys

### Wczesne lata
Bernardo Leighton był synem sędziego Bernardino Leightona Gajardo i Sinforosy Guzmán Gallegosy. Dorastał z podziwem dla swojego ojca, znanego „sprawiedliwego człowieka”. Leighton spędził dzieciństwo w Los Angeles w Chile, w prowincji BíoBío. W 1921 roku Leighton przeniósł się do Concepción na studia i praktykę w sekcji świeckiej seminarium. W 1922 r. przeniósł się do Santiago, gdzie pracował w miejscowej szkole jezuickiej St. Ignacio.

### Życie polityczne
Jako lider studencki na Papieskim Katolickim Uniwersytecie Chile brał udział w zamieszkach przeciwko dyktaturze Carlosa Ibáñeza del Campo, która została obalona w 1931 roku. W tym samym roku Leighton został wysłany przez ministra Marciala Mora do Coquimbo, aby uspokoić lokalne zamieszki wojskowe wspierane przez ludność. W 1933 r. ukończył studia prawnicze z tytułem magistra robót wiejskich.
W 1937 roku Leighton został mianowany ministrem pracy przez Arturo Alessandri Palmę. W tym czasie założył – wraz ze swoimi przyjaciółmi i współpracownikami, Eduardo Frei Montalvą, Radomiro Tomicem i José Ignacio Palma – National Falange, która połączyła się z Partią Chrześcijańsko-Demokratyczną w 1957 roku. Wielokrotnie był wiceprzewodniczącym partii.
W 1945 roku został wybrany posłem do Izby Deputowanych z okręgu Antofagasta. Leighton był także ministrem edukacji w rządzie Videli (1946–1952) oraz ministrem spraw wewnętrznych w rządzie Montalvy (1964–1970).
Został ponownie wybrany w 1969 roku i służył jako ustawodawca aż do chilijskiego zamachu stanu w 1973 roku.

### Wygnanie i próba zamachu
Krytyka dyktatury wojskowej przez Leightona zaowocowała jego wygnaniem z Chile. W lutym 1974 roku wraz z żoną uciekł do Rzymu we Włoszech, gdzie rozpoczął kampanię przeciwko juncie Augusto Pinocheta.
Według dokumentów CIA opublikowanych przez National Security Archive, włoski terrorysta i neofaszystowski sympatyk Stefano Delle Chiaie spotkał się z agentem DINA Michaelem Townleyem i Kubańczykiem Virgilio Paz Romero w Madrycie w 1975 roku, aby przygotować się do zabójstwa Bernardo Leightona z pomocą tajnej policji Francisca Franca. 6 października 1975 roku o godzinie 20:20 Leighton i jego żona zostali postrzeleni i ciężko ranni przez Stefano Delle Chiaie.
Dzień po ataku Leighton został zoperowany, aby zapobiec utracie mowy; jednak jego mózg został poważnie uszkodzony. To wydarzenie zakończyło jego pacyfikacyjne zamiary zjednoczenia różnych grup przeciwnych Pinochetowi, w tym lewicowych.
W 1978 roku chilijski rząd zezwolił Leightonowi na powrót z Włoch do Chile, a on przeszedł na emeryturę i rozpoczął życie prywatne. Zmarł 26 stycznia 1995 w Santiago.

## Życie prywatne
15 sierpnia 1940 roku Leighton poślubił Anę Maríę Fresno Ovalle, krewną Juana Francisco Fresno. Ana Maria została sparaliżowana z powodu próby zabójstwa pary w październiku 1975 roku i zmarła w 2011 roku. Para nie miała dzieci.